# Marc Bossuyt

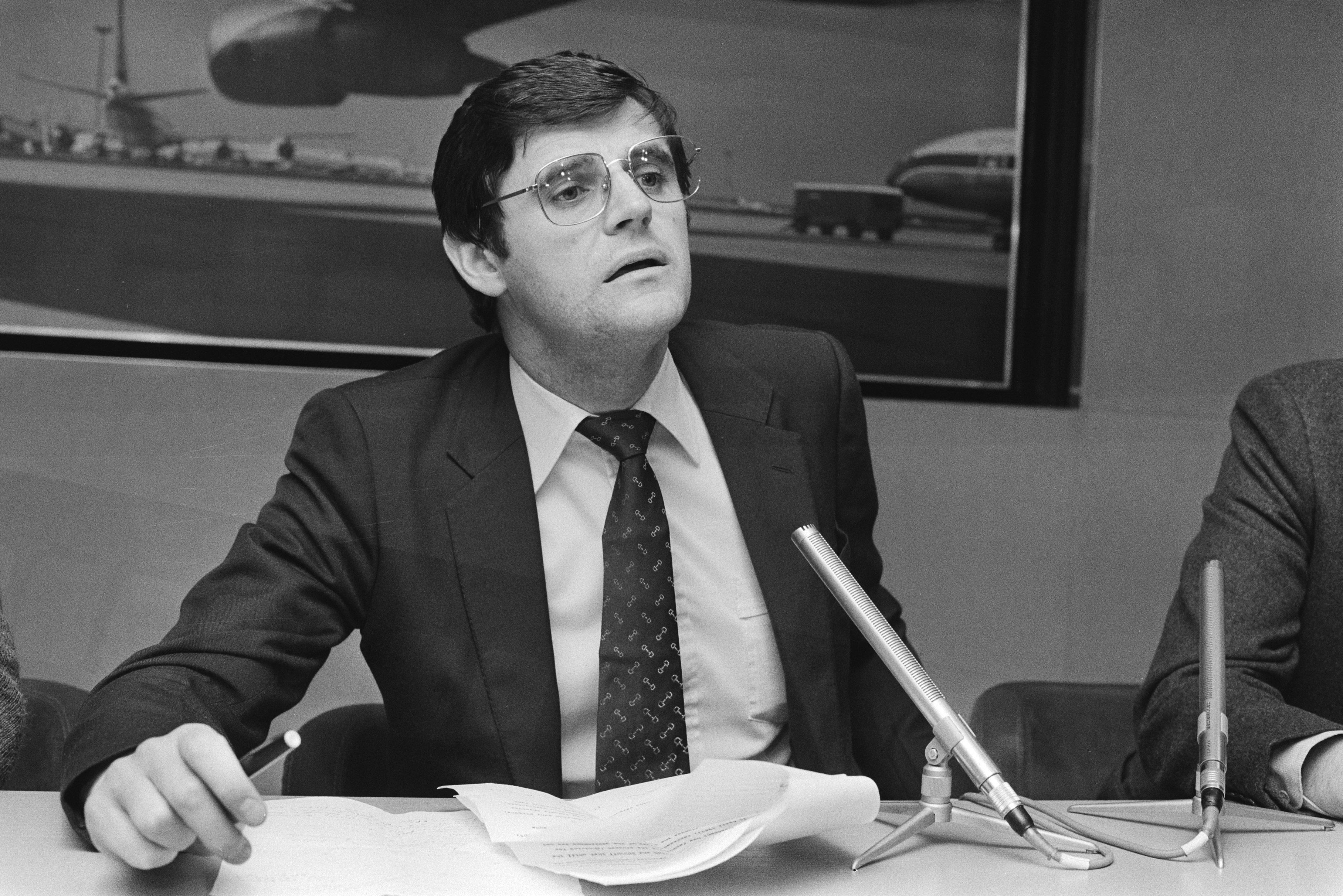
Marc Bossuyt (1983)

Marc Joseph Marie baron Bossuyt (Gent, 9 januari 1944) is een Belgisch emeritus rechter en tussen 2007 en 2013 Nederlandstalig voorzitter van het Grondwettelijk Hof. Hij was hoogleraar volkenrecht aan de Universiteit Antwerpen. In 2010 werd hij in de erfelijke Belgische adel opgenomen met de persoonlijke titel van baron.

## Opleiding
Tijdens zijn studies was Marc Bossuyt studentlid van het Olivaint Genootschap van België.
- Doctor in de rechten (Rijksuniversiteit Gent, 1968)
- Certificate of international relations (Johns Hopkins University Bologna, 1969)
- Diplomé de droit international et de droit comparé des droits de l'homme (Straatsburg, 1971)
- Docteur ès sciences politiques (Universiteit Genève, 1975)
- Doctor honoris causa (Universiteit Hasselt, 2011)

## Loopbaan
- Aspirant Nationaal Fonds voor Wetenschappelijk Onderzoek (NFWO) (1970-1973)
- Doctorsassistent (1973-1975), eerstaanwezend assistent (1975-1979), werkleider (1979-1984), docent (deeltijds, 1977-1984; voltijds 1984-1985), hoogleraar (voltijds 1985-1987; deeltijds 1987-1999) en buitengewoon hoogleraar (1999-2007) aan de Universiteit Antwerpen
- UN human rights officer (1975-1977)
- Eerste Commissaris-generaal voor de vluchtelingen en de statenlozen (CGVS) (1987-1997)
- Lid VN-subcommissie ter bevordering en bescherming van de mensenrechten (1981-1985; 1992-1999; 2004-2006)
- Vertegenwoordiger van België in (1986-1991) en voorzitter van (1989) de VN-Commissie mensenrechten
- Lid VN-comité ter uitbanning van rassendiscriminatie (2000-2003; 2014-2021)
- Lid van het Permanent Hof van Arbitrage te Den Haag (2004-...)
- Rechter in het Grondwettelijk Hof (vroeger Arbitragehof) (28 januari 1997-8 januari 2014).
- Voorzitter van het Grondwettelijk Hof (vroeger Arbitragehof) (9 oktober 2007-8 januari 2014).

## Uitspraken
Bossuyt verklaarde bij zijn installatie op 13 november 2007, dat zonder een wettelijke regeling voor het kiesarrondissement Brussel-Halle-Vilvoorde de volgende federale Belgische verkiezingen na 2007 ongrondwettelijk zijn. Immers sinds 2002 vallen de Belgische kieskringen samen met de provinciale grenzen, behalve in Brussel-Halle-Vilvoorde, waar die kieskring twee gewesten omvat. Namelijk het tweetalige Brussels Hoofdstedelijk Gewest en het eentalige Halle-Vilvoorde in het Vlaams Gewest. Het Grondwettelijk Hof bestempelde die regeling als discriminerend. De rechter stelt dat er een nieuwe regeling moet uitgewerkt worden die deze discriminatie wegwerkt. De oplossing laat hij over aan de wijsheid en de creativiteit van de wetgever. Daarbij benadrukt hij dat de arresten van het Grondwettelijk Hof niet mogen gezien worden als gewone adviezen, maar dat ze te goeder trouw moeten uitgevoerd worden.

## Eretekens
- België Grootkruis in de Kroonorde, KB 25 september 2007
- België Grootlint in de Leopoldsorde, KB 8 december 2013

## Biografie (selectie)
- Grondlijnen van internationaal recht, 2005, Larcier-Intersentia, ISBN 9789050951517 (met Jan Wouters)
- Policy Within and Through Law, 2015, Maklu Pub, ISBN 9789046607183 (met Koen Lenaerts en Boudewijn Bouckaert)
- International Human Rights Protection, 2016, Intersentia, ISBN 9781780684000
- Tussen demagogie en hypocrisie, 2022, Ertsberg, ISBN 9789464369243

## Noot
1. ↑  https://www.uhasselt.be/UH/OverUHasselt/feiten-en-cijfers/Eredoctoraten-lijst.html.
2. ↑  Zonder oplossing B-H-V geen grondwettelijke verkiezingen

- Bibliothèque nationale de France: cb12439876c (data)
- Gemeinsame Normdatei: 1031740805
- International Standard Name Identifier: 0000 0001 1645 1023
- Library of Congress Control Number: n85221571
- Nationale Bibliotheek van Israël: 987007457047905171
- Nederlandse Thesaurus van Auteursnamen: 071302999
- Système universitaire de documentation: 085936243
- Virtual International Authority File: 54240749
- WorldCat: E39PBJdcBXyCrxmTX4m6F9mKh3